# La Vie devant
La Vie devant est une mini-série suisse en six parties de 45 minutes créée et scénarisée par Frédéric Recrosio, réalisée par Klaudia Reynicke et Kristina Wagenbauer et produite par Point Prod.
Les deux premiers épisodes sont diffusés en avant-première du Festival international du film de Genève le 5 novembre 2022. La mini-série est diffusée entre le 8 et le 15 novembre 2022 sur RTS Un.

## Synopsis
Au soir de l'anniversaire de son fils Lucas, qui n'arrive pas à dormir, la maman enceinte, Valeria, se retrouvant seule à s'occuper de ce dernier, tombe sur le sol de sa cuisine, faisant un bruit intrigant Lucas qui la découvre prise de convulsions.

## Distribution

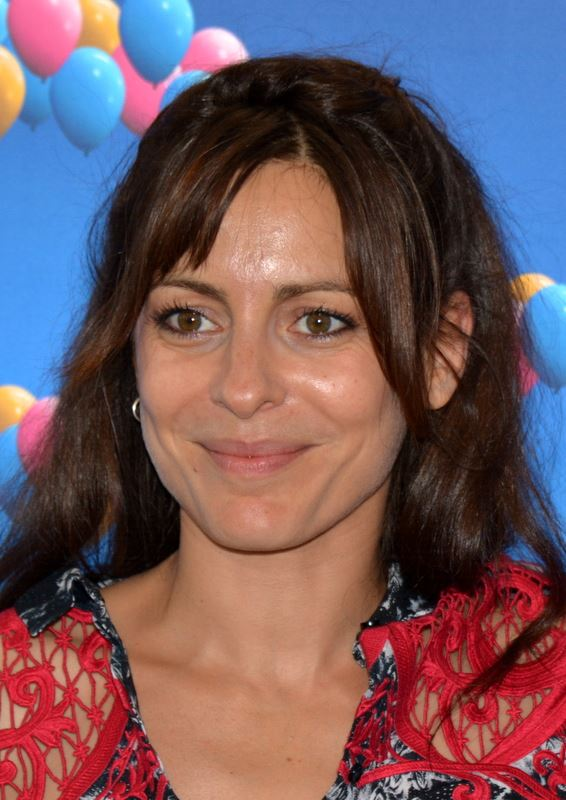
Audrey Dana en 2014.

La distribution des rôles dans la série est la suivante :
- Audrey Dana : Valeria
- Alexis Loret : Diego
- Carlos Leal : Jean
- Remo Girone (en) : Umberto
- Solan Harsch : Lucas
- Léon Boesch : Vincent
- Isaline Prevost Radeff : Joëlle
- Amy Lally : Astrid
- Brigitte Rosset : Natacha
- Noémie Kocher : Agnès

## Production

### Tournage
Le tournage de la série a lieu durant l'automne 2021 à Vevey et dans les alentours du district de la Riviera-Pays-d'Enhaut.

### Fiche technique
- Titre original : La Vie devant
- Réalisation : Klaudia Reynicke, Kristina Wagenbauer
- Scénario : Frédéric Recrosio, Raphaële Moussafir, Christophe Lemoine
- Production exécutif : Frédéric Recrosio, Klaudia Reynicke
- Assistance de production : Élodie Baticle, Sonia Rossier
- Casting : Mariângela Galvao Tresch, Roberta Corrirossi
- Script : Estelle Gérard
- Image : Diego Romero Suarez-Llanos, Sacha Wiernik, Marc Zumbach
- Son : Jürg Lempen
- Lumière : Elias Fernandez
- Machinerie : Moises Mendeza
- Décors : Stéphanie Bertrand Carussi
- Costumes : Geneviève Maulini
- Maquillage : Viviane Lima
- Coiffure : Juliette Lamy-au-Rousseau
- Régie : Kevin Chatelain, Marc Burger
- Montage : Paola Freddi
- Étalonnage : Rodney Musso
- Musique : Valente Bertelli
- Musique et chansons additionnelles : Olivier Manchon, Clare Manchon
- Direction de production : Nicolas Zen-Ruffinen, Gérard Cavat
- Production déléguée : Point Prod – Jean-Marc Fröhle
- Coproduction : RTS – Patrick Suhner, Françoise Mayor
- Société de distribution : Radio télévision suisse
- Pays d'origine :  Suisse
- Année de production : 2021
- Langue originale : français
- Format : couleur – haute définition
- Genre : comédie dramatique
- Nombre de saisons : 1
- Nombre d'épisodes : 6
- Durée : 45 minutes
- Date de diffusion :
  -  Suisse : à partir du 8 novembre 2022 sur RTS1

## Épisodes
1. Avoir
2. Vouloir
3. Tenter
4. Continuer
5. Espérer
6. Traverser